# Lalla Essaydi
Lalla A. Essaydi (sinh năm 1956) là một nhiếp ảnh gia gốc Maroc được biết đến với những bức ảnh được dàn dựng của phụ nữ Ả Rập trong nghệ thuật đương đại. Cô hiện đang làm việc tại Boston, Massachusetts và Maroc. Nơi ở hiện tại của cô là ở New York.

## Cuộc sống ban đầu và giáo dục
Essaydi được sinh ra tại Marrakesh, Maroc vào năm 1956. Cô rời đi để học trung học ở Paris lúc 16 tuổi. Cô kết hôn sau khi trở về Maroc và chuyển đến Ả Rập Saudi nơi cô có hai con và ly dị. Essaydi trở lại Paris vào đầu những năm 1990 để tham dự École nationalale supérieure des Beaux-Arts. Cô chuyển đến Boston năm 1996 và lấy BFA từ Đại học Tufts năm 1999 và bằng MFA về hội họa và nhiếp ảnh từ Trường Bảo tàng Mỹ thuật năm 2003.

## Sự nghiệp
Loạt ảnh Essaydi bao gồm Hội tụ Territories (2003-2004), Les Femmes du Maroc (2005-2006), Harem (2009), Harem Revisited (2012-2013), Bullets và Bullets Revisited (2012-2013). Tác phẩm của cô đã được triển lãm trên khắp thế giới, bao gồm tại Bảo tàng Nghệ thuật Châu Phi, và được thể hiện trong một số bộ sưu tập, bao gồm Viện Nghệ thuật Chicago; Bảo tàng Fünf KContente Munich/Đức; Bảo tàng Nghệ thuật San Diego; Bảo tàng Mỹ thuật Cornell, Công viên Mùa đông, Florida; Bảo tàng Fries ở Leeuwarden, Hà Lan; Bảo tàng Mỹ thuật, Boston; và Bảo tàng Nghệ thuật Cao đẳng Williams ở Williamstown, Massachusetts. Cô được mệnh danh là # 18 trong "20 nghệ sĩ đương đại hàng đầu Trung Đông năm 2012-2014" của Charchub. Vào năm 2015, Bảo tàng Nghệ thuật San Diego đã tổ chức triển lãm, Lalla Essaydi: Photoss. 

## Công việc
Bị ảnh hưởng bởi những trải nghiệm của cô lớn lên ở Maroc và Ả Rập Saudi, Essaydi khám phá những cách mà giới tính và quyền lực được ghi trên cơ thể phụ nữ Hồi giáo và không gian họ sinh sống. Cô ấy đã tuyên bố rằng tác phẩm của cô ấy là tự truyện  và cô ấy đã được truyền cảm hứng từ những khác biệt mà cô ấy nhận thấy trong cuộc sống của phụ nữ ở Hoa Kỳ so với ở Maroc, về tự do và bản sắc. Cô khám phá một loạt các quan điểm, bao gồm các vấn đề về người di cư, bản sắc và vị trí dự kiến thông qua thực hành studio của cô ở Boston. Cô cũng nhìn vào cách nhìn thực tế trong khi đặt câu hỏi về giới hạn của các nền văn hóa khác và thách thức nghệ thuật phương Đông, truyền thống, lịch sử, nghệ thuật và công nghệ. Grand Odalisque của cô trong loạt 'Les Femmes du Maroc' (2008), ví dụ, trích dẫn họa sĩ người Pháp Jean-Auguste-Dominique Ingres 'bức tranh La Grande Odalisque (1814), mặc dù người mẫu của cô mặc quần áo. Cô cũng trình bày sự kháng cự của các khuôn mẫu được duy trì bởi các xã hội phương Tây và phương Đông. Cảm hứng cho nhiều tác phẩm của cô đến từ thời thơ ấu, trong không gian vật lý nơi cô, khi còn là một cô gái trẻ, được gửi đi khi cô không vâng lời. Cô bước ra ngoài không gian hành vi được cho phép, theo định nghĩa của văn hóa Maroc.
Một số tác phẩm của cô (bao gồm Lãnh thổ hội tụ) kết hợp henna, thường được sử dụng để trang trí bàn tay và bàn chân của các cô dâu, với thư pháp Ả Rập, một thực hành chủ yếu là nam giới. Trong khi cô ấy sử dụng henna để áp dụng thư pháp cho cơ thể của các đối tượng nữ của mình, các từ này không thể giải mã được trong nỗ lực đặt câu hỏi về thẩm quyền và ý nghĩa. Theo Essaydi, "Mặc dù đó là thư pháp thường được liên kết với 'ý nghĩa' (trái ngược với trang trí 'đơn thuần'), trong phương tiện trực quan của các bức ảnh của tôi, 'tấm màn che' của henna, trên thực tế, tăng cường tính biểu cảm của hình ảnh. Tuy nhiên, cũng bằng cách đó, nghệ thuật thư pháp nam đã được đưa vào một thế giới trải nghiệm của phụ nữ mà từ đó nó đã bị loại trừ theo truyền thống. "  Những người phụ nữ được miêu tả trong triển lãm ảnh của cô, Les Femmes du Maroc, được thể hiện như một vật trang trí và giới hạn bởi nghệ thuật của henna. Do đó, Essaydi đặt ra các đối tượng của mình theo cách thể hiện quan điểm của xã hội về phụ nữ là chủ yếu dành cho vẻ đẹp đơn thuần. Henna, tuy nhiên, cực kỳ tượng trưng, đặc biệt là phụ nữ Maroc. Đó là một liên kết với các lễ kỷ niệm gia đình của một cô gái trẻ đến tuổi dậy thì và chuyển thành một người phụ nữ trưởng thành. Việc sử dụng henna trong tác phẩm của cô tạo ra bầu không khí im lặng của những người phụ nữ "nói" với nhau thông qua phẩm chất nữ tính. Đây chủ yếu là một quá trình vẽ tranh, nơi những người phụ nữ chán nản làm việc bên ngoài nhà tìm được một công việc có lợi trong việc áp dụng một vật liệu giống như hình xăm. Ngoài việc tạo ra những tác phẩm mạnh mẽ xoay quanh nghệ thuật henna, Essaydi còn bao gồm những diễn giải về các yếu tố Maroc truyền thống, bao gồm các nếp gấp vải trang trí cơ thể phụ nữ, khảm, gạch và kiến trúc Hồi giáo.
Loạt ảnh của Lalla Essaydi, Les Femmes du Moroc bình luận về các cấu trúc xã hội đương đại, cũng như thừa nhận lịch sử đã hỗ trợ trong việc xây dựng các đại diện cho bản sắc phụ nữ Ả Rập. Les Femmes du Moroc là một trong ba bộ ảnh lớn của cô, chịu ảnh hưởng của nghệ thuật Đông phương châu Âu và Mỹ thế kỷ XIX. Tuy nhiên, Essaydi chiếm đoạt các bức tranh phương Đông bằng cách kết hợp một chủ đề & phong cách mới bắt nguồn từ lịch sử và kinh nghiệm cá nhân của chính cô để giải phóng phụ nữ Ả Rập và thể hiện một truyền thống bị hiểu lầm cho khán giả phương Tây. Tiêu đề của bộ truyện là sự chiếm đoạt một bức tranh của họa sĩ lãng mạn người Pháp Eugène Delacroix. Do đó, mỗi bức ảnh trong bộ ảnh bị ảnh hưởng bởi nghệ thuật phương Đông sau đó bị chiếm đoạt.

## Giải thưởng
Giải thưởng Huy chương 2012, Trường Bảo tàng Mỹ thuật, Boston (SMFA) 